# Thomas Arnoldsen
Thomas Sommer Arnoldsen (Skanderborg, 11 de enero de 2002) es un jugador de balonmano danés que juega de central o lateral izquierdo en el Aalborg HB. Es internacional con la selección de balonmano de Dinamarca.
Su primera gran competición con la selección fueron los Juegos Olímpicos de París 2024, donde la selección danesa ganó la medalla de oro.

## Palmarés

### Selección nacional
| Juegos Olímpicos   | Juegos Olímpicos             | Juegos Olímpicos | Juegos Olímpicos |
| Año                | Lugar                        | Medalla          |                  |
| ------------------ | ---------------------------- | ---------------- | ---------------- |
| 2024               | París                        | Medalla de oro   |                  |
| Campeonato Mundial |                              |                  |                  |
| Año                | Lugar                        | Medalla          |                  |
| 2025               | Croacia, Dinamarca y Noruega | Medalla de oro   |                  |

### Aalborg
- Liga danesa de balonmano (1): 2024

### Consideraciones individuales
- Mejor central del Campeonato Europeo de Balonmano Masculino Sub-20 de 2022[3]
- Talento del año de la Liga danesa de balonmano 2021-22[4]
- Mejor central de la Liga danesa de balonmano 2022-23[5]

## Clubes
| Club                        | País      | Año       |
| --------------------------- | --------- | --------- |
| Skanderborg Aarhus Håndbold | Dinamarca | 2020-2023 |
| Aalborg HB                  | Dinamarca | 2023-Act. |